# Alexandre Adler

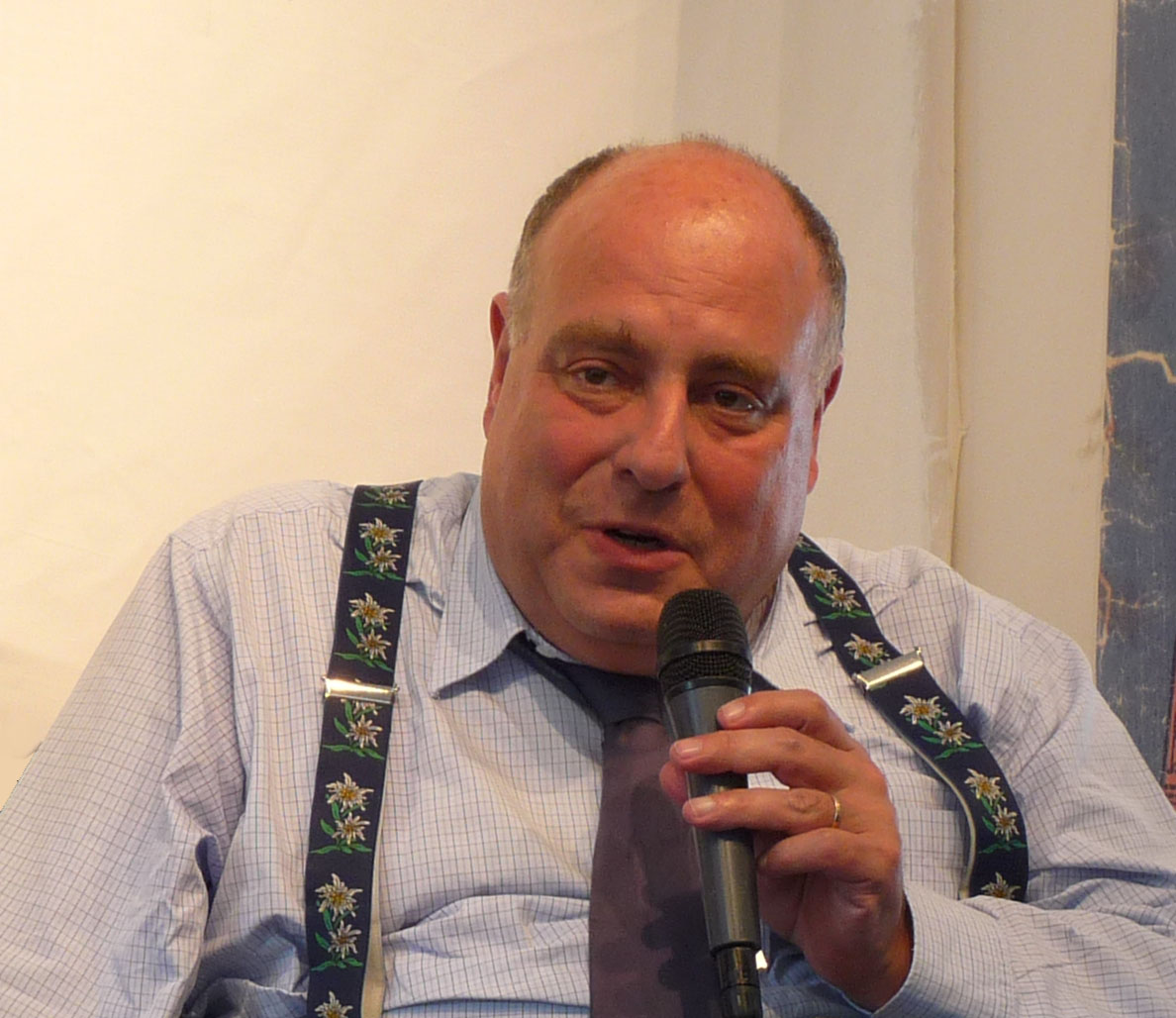
Alexandre Adler (2009)

Alexandre Adler (Parijs, 23 september 1950 – aldaar, 18 juli 2023) was een Franse historicus, politicoloog en journalist.
Hij was hoofdredacteur bij Le Figaro en werkte bij France Culture (publieke omroep) waar hij elke ochtend sprak. Hij was een specialist op het gebied van geopolitiek.
Maandag 9 juli 2007 kondigde Alexandre Adler "het naderende eind van België" aan.
In de Franse media was hij de officieuze woordvoerder van de RWF (Rassemblement Wallonie France).
Adler werd 72 jaar oud.